# Håkon With Andersen
Håkon With Andersen, född 1949, är en norsk historiker.
Andersen var professor i teknologihistoria vid Norges tekniska högskola i Trondheim 1990-92 och därefter professor i historia efter 1750 vid universitetet där. Andersen har författat arbeten inom ett brett spektrum av teknologihistoria, bland annat om norskt skeppsbygger och teknikens förhållande till miljö och värden. I Anchor and Balance behandlade han sjösäkerhet och skeppsteknik.